# نيكولا نيشوفيتش
نيكولا نيشوفيتش هو لاعب كرة قدم صربي في مركز الدفاع، ولد في 17 أكتوبر 1993 في تشاتشاك في صربيا. لعب مع نابريداك كروشيفاتس.

## وصلات خارجية
- نيكولا نيشوفيتش على موقع قاعدة بيانات كرة القدم.إي يو (الإنجليزية)
- نيكولا نيشوفيتش على موقع Soccerway.com (الإنجليزية)